# Grimper de corde
Le grimper de corde est une épreuve sportive consistant en la montée - chronométrée, ou non - d'une corde suspendue par la seule force des mains ou avec la force des mains et des pieds. Elle est notamment pratiquée régulièrement aux Jeux mondiaux des policiers et pompiers.

## Description
C'est une épreuve utilisée notamment pour le recrutement au sein des armées, pompiers ou policiers.
La corde peut être lisse ou à nœuds.
Le sportif peut être autorisé à se servir des pieds en appui pour consolider sa progression en montée.
Cette discipline fait partie des épreuves annuelles des sapeurs-pompiers de Paris.[réf. nécessaire]
Ce sport est également enseigné en collège en France.